# Euloxia isadelpha
Euloxia isadelpha är en fjärilsart som beskrevs av Turner 1910. Euloxia isadelpha ingår i släktet Euloxia och familjen mätare. Inga underarter finns listade i Catalogue of Life.